# Zoran Dakić
Zoran Dakić est un footballeur yougoslave et serbe né le 28 juillet 1941 à Šabac (Serbie). Il a évolué comme milieu de terrain défensif à FK Vojvodina Novi Sad et au Stade de Reims. Il mesure 1,75 m pour 65 kg.

## Carrière de joueur
- avant 1970 : FK Vojvodina Novi Sad  Yougoslavie
- 1970-1971 : Stade de Reims  France
- 1971-1972 : AC Ajaccio  France
- 1972-1974 : FK Proleter Zrenjanin  Yougoslavie

## Palmarès
- International B yougoslave

## Source
- Marc Barreaud, Dictionnaire des footballeurs étrangers du championnat professionnel français (1932-1997), L'Harmattan, 1997.